# 巴登的威廉 (1792-1859)
巴登的威廉（德語：Wilhelm von Baden，1792年4月8日—1859年10月11日），巴登大公卡爾·腓特烈與第二任妻子路易絲·卡羅琳的次子。

## 家庭
1830年，威廉與符騰堡的伊莉莎白·亞歷山德琳結婚，兩人共有三個女兒：
1. 索菲（1834年—1904年）
2. 保琳·伊莉莎白（德语：Pauline Elisabeth von Baden）（1835年—1891年）
3. 利奧波汀（1837年—1903年）